# 10 Dywizjon Artylerii Pancernej

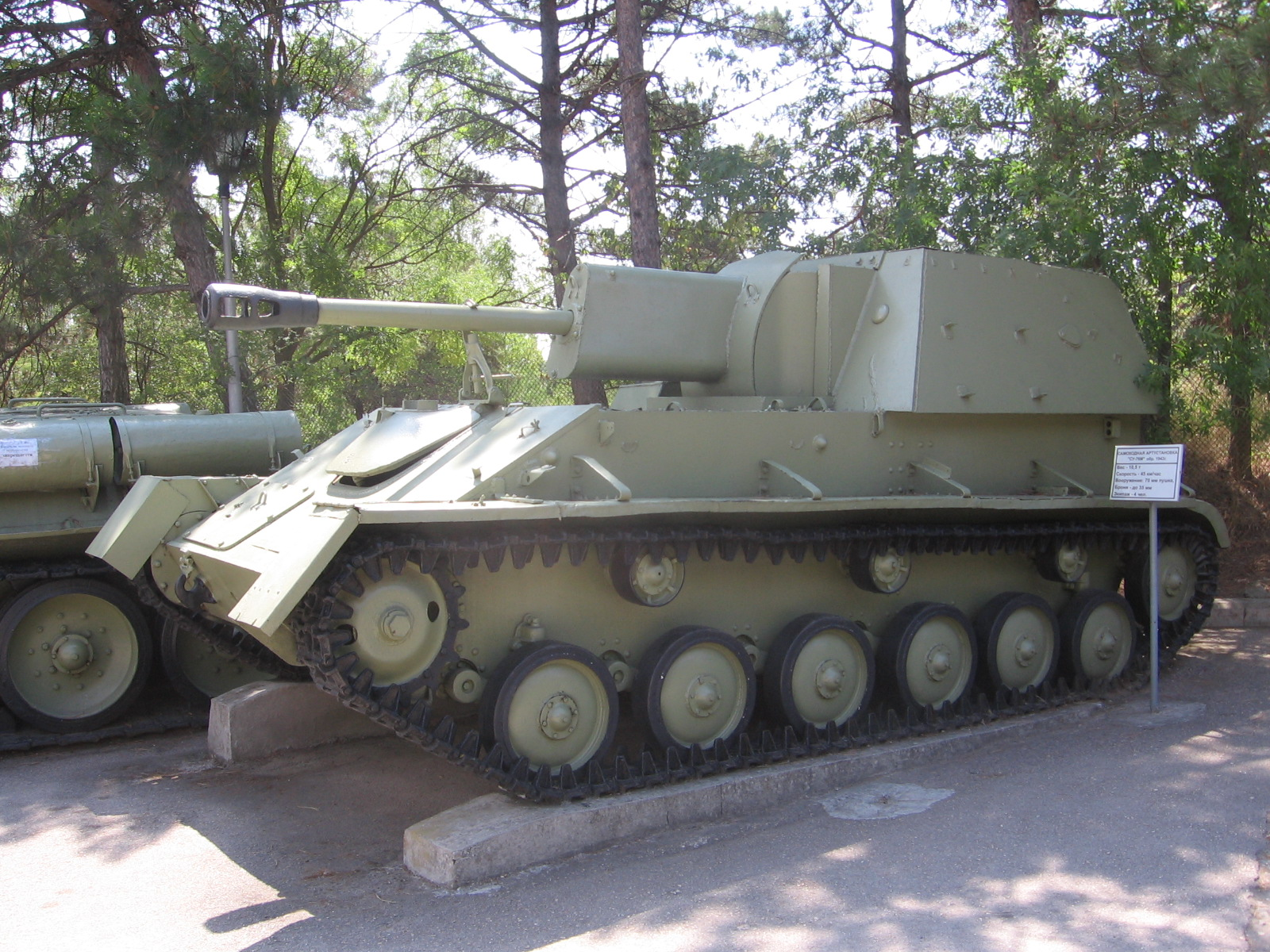
76 mm działo pancerne SU-76

10 Dywizjon Artylerii Pancernej – samodzielny pododdział broni pancernej ludowego Wojska Polskiego.

## Formowanie i zmiany organizacyjne
Sformowany na mocy rozkazu Naczelnego Dowódcy WP nr 8 z 20 sierpnia 1944. Dowódcą dywizjonu był mjr Niczajew. W działa samobieżne Su-76 wyposażony został 1 lutego 1945 w Rembertowie.
Żołnierze dywizjonu złożyli przysięgę w okolicach Lublina 24 października 1944.

## Działania bojowe
Dywizjon prowadził działania bojowe w składzie 7 Łużyckiej Dywizji Piechoty z 2 Armii Wojska Polskiego.

## Struktura organizacyjna
Dowództwo
- pluton dowodzenia,
- 3 baterie dział samobieżnych
  - 4 działony

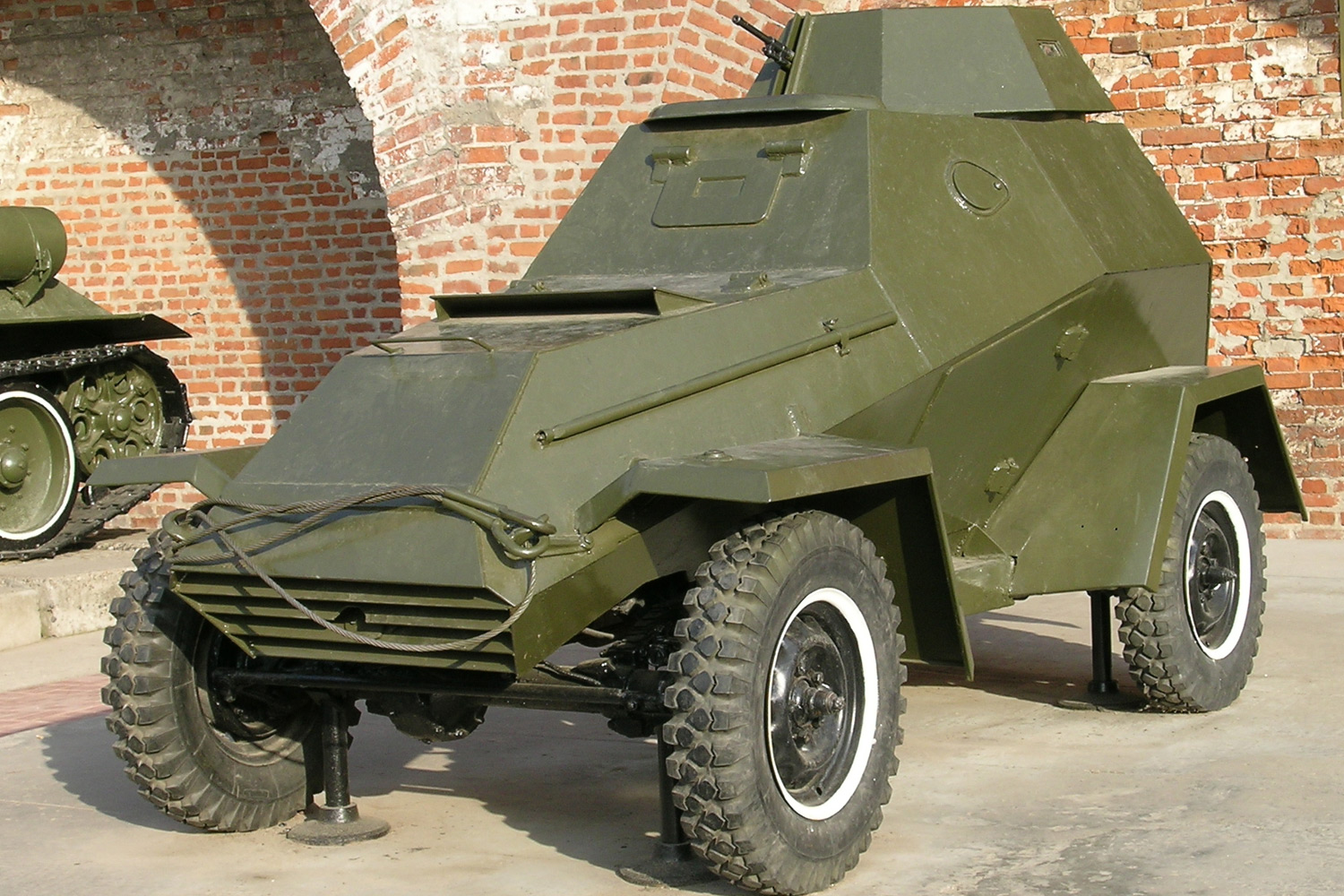
BA-64 – samochód pancerny

- drużyny: zaopatrzenia bojowego, remontowa, gospodarcza, punkt sanitarny

Razem:
żołnierzy – 165 (oficerów – 51, podoficerów – 73, kanonierów – 41)
Sprzęt:
- działa samobieżne SU-76 – 13
- samochód pancerny BA-64 – 1
- samochody – 19
- motocykle – 4